# Camp de refugiats de Nong Chan
El Camp de refugiats de Nong Chan va ser un camp de refugiats situat a Nong Chan, al districte de Khok Sung, província de Sa Kaeo (Tailàndia). Es va tractar d'un dels primers camps organitzats a la frontera entre Tailàndia i Cambodja per rebre els refugiats khmers que fugien de Cambodja, famèlics i amb problemes sanitaris, fugint de la invasió del país per part de les tropes vietnamites, el 1979. A finals del 1984 va ser destruït per part de l'exèrcit vietnamita, moment en què la seva població va ser transferida al Camp de refugiats Site Two.

## Història
Cap a la dècada de 1950, a l'emplaçament del futur camp de Nong Chan s'hi va establir un campament dels Khmer Serei, prop del poble tailandès de Ban Nong Chan. Els Khmer Serei s'oposaven al govern del príncep Norodom Sihanouk, i utilitzaven la frontera entre Tailàndia i Cambodja per escapar de les autoritats fidels a Sihanouk. Fins a la dècada de 1970 va ser ocupat per bandits i traficants. A partir de l'arribada dels khmers rojos al poder, diversos refugiats cambodjans s'hi van establir, conformant un moviment de resistència. El 8 de juny de 1979 l'exèrcit tailandès va traslladar milers de refugiats provinents de Nong Chan cap al temple de Prasat Preah Vihear, prop de la frontera, des d'on els refugiats eren repatriats a Cambodja a través d'un camp de mines.
A finals d'agost de 1979, Kong Sileah, un antic oficial de la marina, va establir el moviment resistent MOULINAKA a Nong Chan. Kong Sileah va insistir que els seus, aproximadament, 100 guerrillers estiguessin apartats dels altres 13.000 civils que habitaven el camp; va passar a ser conegut per la integritat que va mostrar en els acords amb les agències d'ajuda humanitària del camp. Encoratjada pel bon funcionament del camp, el Comitè Internacional de la Creu Roja va construir un hospital en la part del camp on operava el MOULINAKA.
El 8 de novembre de 1979 hi va haver una baralla al camp quan un soldat tailandès va ser acusat de violar una noia khmer, essent disparat i resultant mort. El comandant militar del camp, el coronel Prachak Sawaengchit, va ordenar a les seves tropes que tanquessin el camp de Nong Chan (aleshores conegut com a Camp 511), matant al voltant de 100 refugiats. L'incident va rebre molta atenció internacional, ja que Rosalynn Carter, primera dama dels Estats Units, havia de visitar el Camp de refugiats de Sa Kaeo l'endemà.
Entre el 1980 i el 1984 el camp va ser un objectiu freqüent dels atacs de les tropes vietnamites. Finalment, uns 2.000 soldats vietnamites van atacar l'emplaçament el 18 de novembre de 1984, que va ser abandonat definitivament el 30 d enovembre següent. La població, aleshores consistent de 30.000 refugiats, va ser evacuada al Site 3 (Ang Sila), una pedrera de laterita situada a 4 km a l'oest. També es va establir un nou cam al Site 6 (Prey Chan). Molts d'aquests refugiats van acabar al centre de Khao-I-Dang, i la resta van ser reubicats al Camp de refugiats Site Two, a mitjans de 1985.